# Megyeháza (Debrecen)

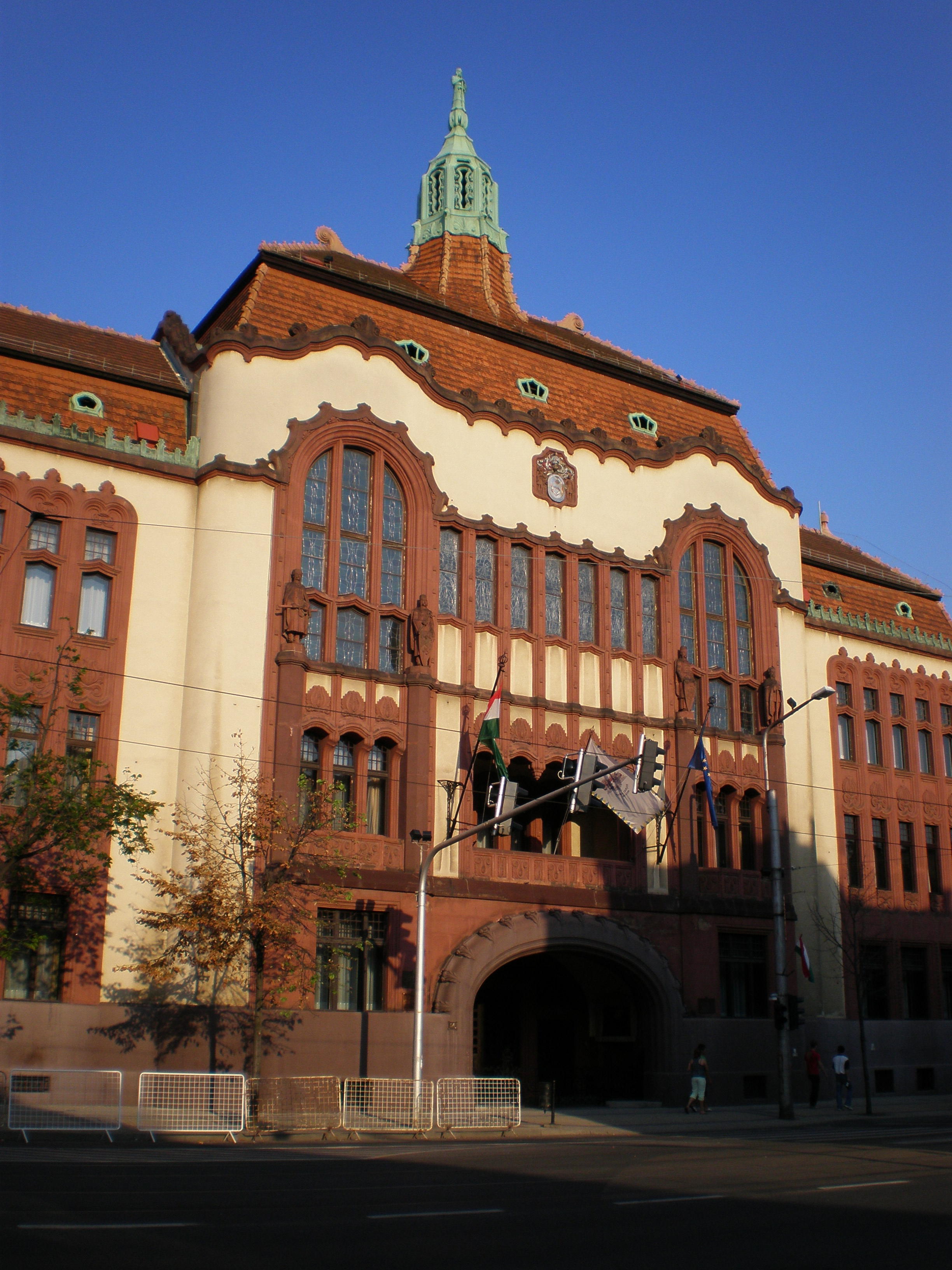
A megyeháza homlokzata

A Hajdú-Bihar vármegyei Megyeháza Debrecenben, a Piac utca 54. szám alatt áll. Az egyik legszebb magyar szecessziós épület.
Az egykori Hajdú vármegye megyeházáját Bálint Zoltán és Jámbor Lajos tervei alapján építették 1911-1912-ben. A telken állt egykor Debrecen első vendégfogadója, a Fejérló Szálló. Eddig terjedt a történelmi belváros, itt ért véget a Nagytemplomtól induló 670 m hosszú fahíd, amelyen száraz lábbal járhattak a cívisek. A fahidat 1824-ben bontották el, amikor lecsatornázták a főutcát. A Fejérló Szálló, sok neves vendéget fogadhatott nyitása (1688) óta, például 1770-ben a későbbi II. József királyt.
A szálló udvarán színielőadásokat is tartottak. Wesselényi Miklós Nemzeti Játékszín Társasága tartotta a város első hivatalos magyar nyelvű színielőadását, 1798. augusztus 11-én. Kolozsvár után itt szólalhatott meg másodszor magyarul a Hamlet. Az előadásoknak az 1811-es tűzvész vetett véget.
A mai megyeháza épületének elődje 1876-ban lett Hajdú vármegye közigazgatási központja, 1911-ig, a mai épület építésének kezdetéig.
Az új megyeháza épületének homlokzata erősen tagolt, a híres pécsi Zsolnay-gyár pirogránit díszítőelemeivel, virágfüzérekkel és négy fegyveres hajdú szobrával tarkítva. A huszártorony csúcsán Árpád fejedelem bronzszobra áll, a homlokzat közepén Hajdú vármegye címerét lehet látni.
Az épület díszterme az Árpád-terem: falát és mennyezetét stukkók és a vármegye településeinek címerei díszítik. Díszes ablaküvegeit Kernstok Károly tervezte, rajtuk két honfoglaló vezér látható.

## További információ
- Vármegyeháza (Piac utca 54.)- CívisGIStory